# Sławomir Sokół
Sławomir Sokół (zm. 27 kwietnia 2021) – polski biolog, dr hab.

## Życiorys
28 maja 1984 obronił pracę doktorską Analiza taksonomiczna cech wybranych mieszańców międzygatunkowych z rodzaju Oenothera L., 18 czerwca 2002 habilitował się na podstawie rozprawy zatytułowanej Ganodermataceae Polski – taksonomia, ekologia i rozmieszczenie. Został zatrudniony na stanowisku profesora uczelni w Instytucie Biologii na Wydziale Przyrodniczym i Technicznym Uniwersytetu Opolskiego.
Był profesorem nadzwyczajnym w Samodzielnej Katedrze Biosystematyki na Wydziale Przyrodniczym i Technicznym Uniwersytetu Opolskiego, oraz w Zakładzie Botaniki Systematycznej na Wydziale Biologii i Ochrony Środowiska Uniwersytetu Śląskiego.
Zmarł 27 kwietnia 2021, na cmentarzu ewangelickim przy ul. Francuskiej w Katowicach.